# Volkswehr
Unter Volkswehr werden im Allgemeinen militärisch organisierte, bewaffnete Verbände wie eine Miliz oder eine Bürgerwehr verstanden, die – wie schon der Name zum Ausdruck bringt – der Volkssouveränität unterstehen.

## Die Idee der Volkswehren in der Märzrevolution von 1848
Während der Märzrevolution von 1848 wurden Forderungen nach allgemeiner Wehrpflicht, Volksbewaffnung, kommunal aufgestellten Volkswehren mit freier Wahl ihrer Führer und regionalen Militärschulen erhoben. Seine Wurzeln hat der Volkswehrgedanke in der Französischen Revolution, als im Bedarfsfall die Nationalgarde mit aufgebotenen Bürgerwehren aufgestockt wurde (→ Levée en masse).
Die Volkswehr entsprach im Wesentlichen der während der Märzrevolution herausgebildeten Organisationsform. Mehrere entsprechende Volkswehrentwürfe wurden in der Frankfurter Nationalversammlung und in der preußischen Nationalversammlung eingereicht, unter anderem die Charte Waldeck vom 26. Juli 1848 und der Entwurf zu einem Wehrgesetze auf den Grundlagen der Gemeinde-Ordnung vom 10. August 1848.
Die Forderung nach einer Volkswehr beruhte auf dem Staatsverständnis der Volkssouveränität. Sie fügte sich in den Rahmen der Arbeiterbewegung, tauchte aber vereinzelt auch im Militär auf.
Zwischen November 1848 und Februar 1849 kam es daher zu mehr als 300 Militärgerichtsverfahren. In Pillau wurden vier Offiziere zu drei Jahren Festungshaft verurteilt, weil sie einen entsprechenden Antrag an die Nationalversammlung unterzeichnet hatten. Zu den bekanntesten Offizieren, die für die Volkswehr eintraten, gehörte auch Wilhelm Rüstow. Auf Drängen des preußischen Königs Friedrich Wilhelm IV. wurde er am 6. August 1850 in Abwesenheit schließlich zu 31,5 Jahren Festungshaft verurteilt. In seinem im Dezember 1849 erschienenen Buch Der deutsche Militärstaat vor und während der Revolution untermauerte Rüstow die Idee einer Volkswehr, die er im Schweizer Exil zusammen mit anderen, darunter Emil Rothpletz, in der Schweizer Armee umsetzen konnte.
In Deutschland und Österreich wurde die Idee der Volkswehren von Monarchen und oberen Militärs auf das Entschiedenste bekämpft und verfolgt sowie erforderliche Heeresreformen aus Furcht davor verschleppt. Schließlich gehörte das Militär zu den Königsrechten, die man dem Volk nicht abtreten wollte.
Dies wurde erst nach dem Ersten Weltkrieg möglich. In einer demokratischen Republik ist nämlich das Volk der Souverän und nicht ein König oder irgendeine Dynastie. Daher hat auch das Staatsvolk selbst über sein Heer, wie es etwa in der Schweiz schon seit Jahrhunderten der Fall ist, zu entscheiden.
Die Volkswehren tauchten deshalb erst wieder am Ende des Ersten Weltkrieges im Rahmen der Novemberrevolution und der Münchner Räterepublik auf, als die monarchische Gewalt bei den Kriegsverlierern keinen Einfluss mehr hatte, allerdings nur für kurze Zeit wieder auf. Zunächst befürchteten die Siegermächte nämlich eine gewaltige Steigerung des Militärpotentials der Kriegsverlierer durch die Volksbewaffnung und wollten daher einem naheliegenden Revanchekrieg schon von vornherein die Basis entziehen.
Anschließend war es dann der Faschismus, der sich im Beispiel Spaniens (Franquismus) als Platzhalter der monarchischen Systeme verstand und daher die Verfügungsgewalt über das Heer für sich und seine Führer beanspruchte.
Im Falle von Francisco Franco oder beim Führereid auf Adolf Hitler wurden die Soldaten persönlich vereidigt. Bei der demokratisch-republikanischen Volkssouveränität kann es naheliegenderweise keinen persönlichen Eid geben, sondern ein Gelöbnis auf die Republik, wie es heute auch in Österreich der Fall ist.
Da aber umgangssprachlich auch in demokratisch-republikanischen Staaten häufig immer noch von der Vereidigung der Soldaten gesprochen wird, sind die Unterschiede zwischen dem Eid auf eine Person und einem Gelöbnis auf eine staatliche Institution wie etwa die Republik Österreich noch immer weitgehend unbekannt.
So hätte Hitler die neue Wehrmacht niemals durch einen persönlichen Eid an sich binden dürfen. Verfassungskonform wäre ein Gelöbnis auf die Weimarer Republik gewesen.

## Die Deutschösterreichische Volkswehr 1918–1920

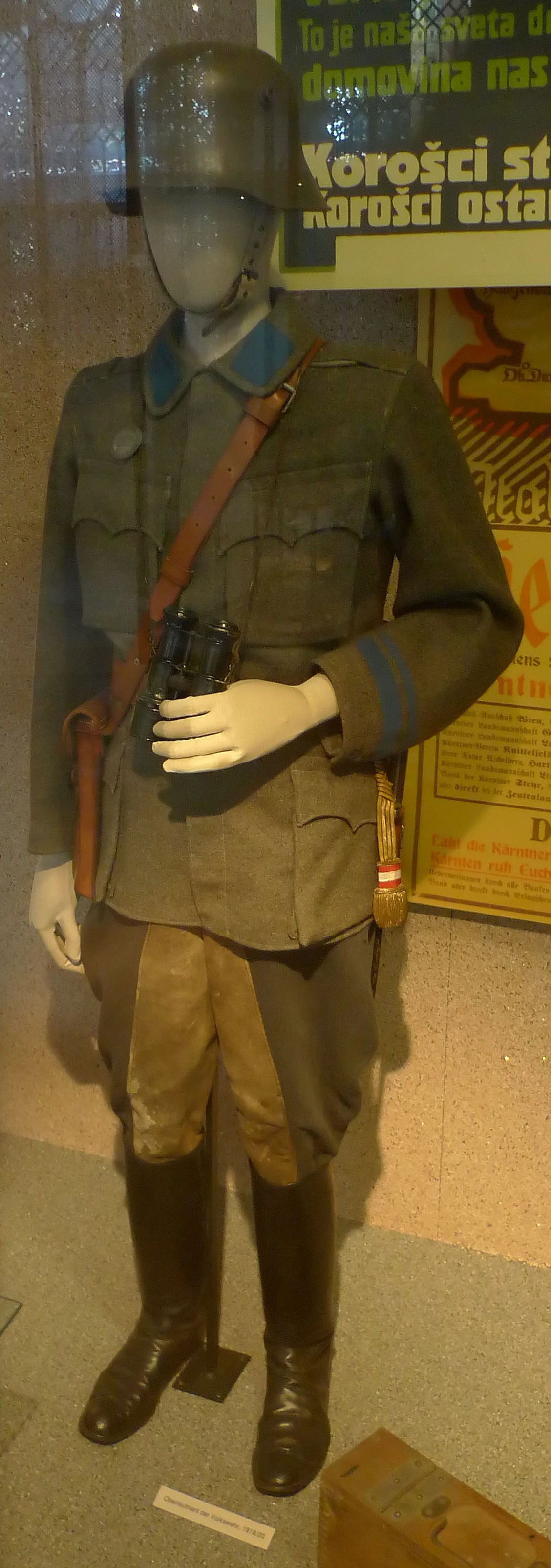
Uniform eines Oberleutnants der Deutschösterreichischen Volkswehr

Die Deutschösterreichische Volkswehr war das erste provisorische Heer der Republik Deutschösterreich. Das in Spitzenzeiten an die 50.000 Mann starke „Übergangsheer“ bestand aus Teilen der ehemaligen österreichisch-ungarischen Armee, die den Krieg zum Teil im Hinterland erlebt hatten und aus freiwilligen Kriegsheimkehrern, die im Mannschaftsstand meist dem sozialistischen Lager angehörten.
Es dienten aber auch viele adelige Offiziere wie etwa Theodor Körner, Erwin Lahousen-Vivremont, Alexander Löhr und viele andere in diesem ersten, provisorischen Heer der damaligen Republik Deutschösterreich.
Eine Stärke dieser Volkswehr war, dass sie mehrheitlich aus voll ausgebildeten Soldaten bestand, deren überwiegender Teil noch dazu über mehrjährige Fronterfahrung verfügte. Somit war sie wesentlich kampfkräftiger als ihr das eine spätere ideologisch determinierte Geschichtsschreibung zubilligen wollte.
Ihre besondere Schwäche allerdings war ihre, durchaus zeitbedingte, teilweise krasse Disziplinlosigkeit, die erst allmählich durch ein Dienstreglement gemildert werden konnte.
Dies war vor allem das Verdienst des damaligen Staatssekretärs für Heereswesen, Julius Deutsch und seiner leitenden Mitarbeiter, darunter die Obersten Theodor Körner und Karl Schneller.
Oberkommandierender der Volkswehr war Feldmarschallleutnant Adolf von Boog, ein schon in der Monarchie wegen seiner Eigenwilligkeit umstrittener Offizier. Am 8. November 1918 legte er sein Gelöbnis ab, „als deutscher Mann, in heißer Liebe für mein deutsches Volk … und bei seiner staatsbürgerlichen Ehre als deutscher Bürger und Soldat“. Er war also Oberkommandierender der deutschösterreichischen Volkswehr und gleichzeitig deutscher Bürger und Soldat.
Er musste aber schon 1919 zurücktreten, da er neben der Volkswehr sieben geheime Offiziersregimenter aufgestellt hatte. Mit diesen wollte er in Deutsch-Westungarn, dem heutigen Burgenland, einmarschieren.
Noch schlechtere Bedingungen für Österreich bei den Friedensverhandlungen von 1920 wären die Folge gewesen, auch wenn die Siegermächte schon aus sprachlichen und vielen anderen Gründen nicht abgeneigt waren, Deutsch-Westungarn Österreich zuzusprechen. Aber eben im Rahmen von Verhandlungen und nicht im Zuge neuer Kämpfe.
Auch Soldaten aus dem Unteroffiziersbereich konnten in der Volkswehr Offiziere, nämlich Volkswehr-Leutnante werden.
Der spätere Gauleiter von Niederösterreich Hauptmann Josef Leopold war einer dieser ursprünglich 107 Volkswehr-Leutnante.
Die ideologische Zuordnung der Volkswehr ist schwierig, weil sie unter anderem auch ein Arbeitsbeschaffungsprogramm für Kriegsheimkehrer war. Viele traten auch wegen des guten Soldes, immerhin das Dreifache eines Arbeiterlohnes, und wegen der sicheren Verpflegung ein, waren also keineswegs primär ideologisch motiviert.
Hervorgegangen aus einer Geheimorganisation innerhalb der K.u.k. Armee, entwickelte sich diese „Rumpfarmee“ in den einzelnen Bundesländern völlig unterschiedlich, aber immer den jeweiligen politischen Verhältnissen des Heimat-Bundeslandes angepasst:
Stärkste Teilorganisation war die Wiener Volkswehr, da damals die Bundesländer Wien und Niederösterreich noch nicht voneinander getrennt waren. Folgerichtig gliederte sie sich auch in die Befehlsbereiche „Wien-Stadt“ und „Wien-Land“, auch als „Wien-Provinz“ bezeichnet. Auch ideologisch gab es Unterschiede zwischen den einzelnen Landes-Organisationen.
So schloss man in Oberösterreich direkt an die monarchistische Tradition der Habsburger-Armee an, in Wien lag man jedoch strikt auf republikanischem Kurs.
Zu bewaffneten Einsätzen teils gemeinsam mit Einheiten der paramilitärischen Heimwehr kam es beim Kampf um Kärnten 1918/19, wo diese Deutschösterreichische Volkswehr als offizielles Heer der Republik unter dem Kommando des späteren Vizekanzlers Oberstleutnant Ludwig Hülgerth die offizielle, staatliche Trägerin dieses Abwehrkampfes war und bei der Niederschlagung des Aufstands der kommunistischen Roten Garde unter der Führung des damaligen Oberleutnants Egon Erwin Kisch am 12. November 1918 in Wien.
Diese Deutschösterreichische Volkswehr vereitelte auch 1919 am Gründonnerstag und am 15. Juli zwei weitere kommunistische Umsturzversuche und verhinderte so in Wien die Errichtung einer Räterepublik.

### Die Volkswehr in den Bundesländern
Die Volkswehr „Wien-Stadt“ gliederte sich in sechs Unterbefehlsbereiche, nämlich die Kreise A bis E und „Arsenal“. Mit Stichtag 11. Jänner 1919 verfügte sie über 35 Bataillone mit einem Gesamtstand von 18.929 Mann.
Der Befehlsbereich „Wien-Land“, auch „Wien-Provinz“ genannt, gliederte sich in fünf Kreise, und zwar in den Kreis I mit dem Kommando in Krems an der Donau und den Bataillonen in Krems, Gmünd und Waidhofen, den Kreis II, Kommando in Gänserndorf mit den unterstellten Teilen (zum Teil Depotwachen) in Floridsdorf, Korneuburg und Stockerau, den Kreis III mit dem Kommando in Hietzing, zwei Bataillonen in Wiener Neustadt und einem in Neunkirchen und den Kreis V mit dem Kommando in Sankt Pölten, wo auch zwei Bataillone garnisonierten, das dritte war in Melk stationiert. Der Kreis Deutsch-Südmähren bildete das letzte Organisationselement, Kreis IV, blieb aber Fragment. Am 1. April 1919 wies der Befehlsbereich „Wien-Land“ einen Verpflegungsstand von 12.867 Mann auf.
In der Salzburger Volkswehr sollten nach einer Einigung zwischen Offizieren und Mannschaften sogar die Dienstgradabzeichen abgeschafft werden, was durch das Staatsamt aber nicht genehmigt wurde. Der Befehlsbereich Salzburg, der bis zum 29. März 1919 dem Tiroler Landesbefehlshaber unterstand, verfügte über die Volkswehr-Bataillone I–III in Salzburg-Stadt. Dazu kam noch eine Tross-Staffel, ebenfalls in Salzburg, sowie eine zwei Kompanien starke Wachabteilung in Hallein. Der Gesamtstand betrug Ende Dezember 1919 29 Offiziere und 1917 Mann, die überwiegend in der Grenzüberwachung eingesetzt waren.
In Oberösterreich, das erst seit 1. Jänner 1919 einen eigenen Befehlsbereich bildete, gliederte sich die Volkswehr in vier Unterbefehlsbereiche und zwar in den Kreis Linz, der unter anderem neben zwei Bataillonen auch über eine Marine-Abteilung, eine Fliegerstaffel, eine Tross-Staffel, eine Kraftfahrtruppe sowie die Sappeur-Hilfskompanien 1 und 2 und die Eisenbahnkompanie Wegscheid verfügte.
Dem Kreis Mühlkreis unterstanden die Bataillone in Freistadt und Rohrbach sowie die Kompanien in Perg und Leonfelden.
Der Traunkreis verfügte über die Bataillone Wels, Vöcklabruck, Schärding sowie die Kompanien in Gmunden, Eferding und Grieskirchen.
Der Kreis Steyr bestand aus den Bataillonen Steyr I und II.
Die oberösterreichische Volkswehr erreichte am 31. Dezember 1918 mit 263 Offizieren und 8.963 Mann ihren Höchststand.
Der Kreis „Deutsch-Südböhmen“ wollte sich zunächst Oberösterreich anschließen. Infolge der raschen Besetzung durch tschechisches Militär, der kein Widerstand entgegengesetzt wurde, mussten schon Mitte Dezember 1918 die Ersatz-Bataillone der ehemaligen Regimenter 93 und 99 nach Mauthausen und Mistelbach zurückgenommen werden. Da sie Flüchtlingsstatus hatten, wurden sie zwar formell in die Volkswehr eingegliedert, um ihre Versorgung sicherzustellen. Sie waren jedoch ebenso wie das Deutsch-Südmährische Bataillon nicht für eine militärische Verwendung vorgesehen. Damit war der „Böhmerwald-Gau“ für Deutsch-Österreich endgültig verloren.
Im hochkonservativen Tirol brachte man der Volkswehr aus politischen Gründen starke Ressentiments entgegen. Daher wurde auch nicht in jedem Bezirk ein eigenes Bataillon aufgestellt. Anfang Dezember 1918 bestanden daher lediglich das VWB I mit drei Kompanien in Innsbruck, das zweite VWB mit zwei Kompanien ebenfalls in Innsbruck und einer in Hall, die VWB Schwaz, Kitzbühel, Landeck und das Volkswehrkommando in Lienz, das lediglich aus einer selbständigen Kompanie gebildet wurde. Ende Dezember 1918 erreichte auch die Tiroler Volkswehr ihren Höchststand mit insgesamt 2.460 Angehörigen.
Schon am 23. Dezember war durch die Tiroler Landesversammlung einhellig der Abbau der Volkswehr beschlossen worden. Man wollte also das politisch „höchst ungeliebte Kind“ so rasch wie möglich wieder loswerden, weswegen der Abbau-Beschluss noch vor der einschlägigen Weisung aus Wien erfolgte.
Auch in Vorarlberg blieb die Volkswehr militärisch und politisch bedeutungslos. Sie bestand lediglich aus einem Bataillon in Bregenz und Kompanien in Feldkirch, Bludenz und Lustenau. Mit Jahresende 1918 erreichte auch sie ihren Höchststand mit 24 Offizieren und 933 Mann.
In Kärnten ging der Aufbau der Volkswehr infolge der slowenischen Bedrohung besonders rasch vor sich. Schon Anfang Dezember 1918 standen etwa 2500 Mann zur Verfügung. Die Kärntner Volkswehr verfügte neben sechs Bataillonen und vier selbständigen Kompanien auch über eine aus 14 Maschinen bestehende Fliegerstaffel unter dem Kommando von Hauptmann Yllam, die Volkswehr-Marinekompanie Velden und die Volkswehr Artillerieabteilung Klagenfurt, die aus zwei Feldkanonen-Batterien, einer Haubitzenbatterie und einer Flakbatterie bestand. Auch einige Panzerautos und ein aus zwei Waggons bestehender, mit Maschinengewehren armierter Panzerzug, waren verfügbar.
Gemeinsam mit den Heimwehren und unterstützt von Volkswehr-Jägern des Tiroler Halb-Bataillons „Hauptmann von Dragoni“ und Teilen der Wiener Volkswehr-Artillerie gelang es in Kärnten, im sogenannten „Kärntner Abwehrkampf“ eine Volksabstimmung über die Landesgrenzen zu erreichen.
Völlig anders als in Kärnten dachte und handelte man in der Steiermark. Hier lag man voll auf der Linie der Bundesregierung, die die Friedensverhandlungen, von denen sie sich die Lösung der Grenzprobleme versprach, nicht durch Abwehrkämpfe gefährden wollte. Darüber hinaus vertrat die Regierung die Ansicht, dass die Chancen Deutsch-Österreichs für einen Anschluss an die Weimarer Republik am günstigsten wären, wenn der neue Staat möglichst klein sei, da die Siegermächte einen relevanten territorialen Zugewinn des Kriegsverlierers Deutschland niemals zulassen würden.
Der kampflose Verzicht auf staatliches Territorium sollte deshalb nach der unzutreffenden Ansicht der deutschösterreichischen Bundesregierung die Siegermächte für den Anschlussgedanken gewinnen. Dies erklärt auch, weshalb die Grenzkämpfe durch die Regierung nicht oder wie in Kärnten zunächst nur sehr zögernd unterstützt wurden.
Am 1. November 1918 begann mit dem Überfall auf Marburg die systematische Besetzung der Südsteiermark durch südslawische Truppen, der aufgrund der eben dargestellten Strategie kein Widerstand entgegengesetzt wurde. Daran konnte auch der „Marburger Blut-Sonntag“ am 27. Jänner 1919 nichts ändern, obwohl slowenische Soldaten eine Demonstration mit Gewalt auflösten, wobei es zahlreiche Tote gab.
Am 28. Dezember 1918 wies die steirische Volkswehr einen Stand von 181 Offizieren und 6.443 Mann aus. In Graz waren bis zu diesem Zeitpunkt die Bataillone 1 bis 3 und 9 bis 11 mit einer durchschnittlichen Stärke von 400 Mann aufgestellt worden. Das Technische Bataillon, das Trainbataillon, die berittene Volkswehr und die Volkswehr-Artillerie-Abteilung mit acht Geschützen garnisonierten ebenfalls in der steirischen Landeshauptstadt.
Weitere Bataillone waren in Leibnitz, Bruck, Judenburg, Leoben und Deutschlandsberg aufgestellt worden. Diese Verbände wurden vor allem im Grenzschutz gegen Ungarn und gegen kommunistische Unruhen in Graz eingesetzt. Ein Gegenangriff gegen die slowenischen Besatzer in der Untersteiermark wurde durch Dr. Deutsch am 10. Februar 1919 telefonisch ausdrücklich verboten, um die Friedensverhandlungen nicht zu gefährden. Wertvolle südsteirische Gebiete gingen damit für immer verloren.

### Das Ende der Volkswehr und seine politischen Folgen
Da durch den Vertrag von Saint Germain-en-Laye nur die Errichtung eines Berufsheeres von 30.000 Mann gestattet wurde, fand die Volkswehr keine Fortsetzung mehr in der Ersten Republik. Hauptgrund für die ganz besonders von den Italienern betriebene Abschaffung der Volkswehr war deren Angst, die Volkswehr könnte für die Rückeroberung Südtirols eingesetzt werden. Gerade das Tiroler Volkswehr-Bataillon „Hauptmann von Dragoni“ hatte sich im Kärntner Abwehrkampf etwa bei der Rückeroberung des Karawankentunnels extrem bewährt, sodass man von italienischer Seite bestrebt war, diese Gefahr von vornherein zu bannen.
Stattdessen wurde seit 1920 ein militärisch inferior schwaches oktroyiertes Bundesheer organisiert, das durch den neuen Verteidigungsminister Carl Vaugoin mit dienstlichen Mitteln (Disziplinarmaßnahmen etc.) radikal umpolitisiert wurde, bis das ideologisch monokolore Heer des austrofaschistischen Ständestaates entstanden war.
Viele der damals aus dem Heer gedrängten, ehemaligen Volkswehrmitglieder schlossen sich daraufhin dem 1924 gegründeten, sozialistischen Republikanischen Schutzbund an.
Zwei militärische Formationen, nämlich Bundesheer und Schutzbund, waren somit entstanden, als dritte gesellte sich rasch die Heimwehr dazu.
Dadurch waren dann die ideologischen Gegensätze nicht nur politisch vorhanden, sondern auch militärisch klar manifestiert und operationabel.
Damit lagen tragischerweise auch die Voraussetzungen vor, diese innenpolitischen Gegensätze militärisch austragen zu können, wie etwa im Februar 1934, wovon Adolf Hitler und seine Nationalsozialisten in jeder Hinsicht enorm profitierten, obwohl der Naziputsch im Juni 1934 durch das Bundesheer, die Polizei und die Gendarmerie noch niedergeschlagen werden konnte.
Denn unter den gegebenen Konstellationen – Österreich nicht nur politisch uneinig, sondern noch dazu militärisch in drei (Bundesheer, Heimwehr und Schutzbund) wenn auch ungleich starke Lager gespalten – war es nur eine Frage der Zeit, bis das Land Hitler als leichte Beute in die Hände fiel.
1938 war es dann soweit: Das Bundesheer leistete keinen Widerstand gegen den Einmarsch der deutschen Wehrmacht und auch Bundeskanzler Kurt Schuschnigg, der verhaftet wurde, bildete keine Exilregierung im Ausland. Damit war Österreich Teil des Deutschen Reiches geworden.

## Museale Rezeption
Im Wiener Heeresgeschichtlichen Museum ist die Figurine eines Oberleutnants der deutsch-österreichischen Volkswehr ausgestellt. Daran ist ersichtlich, dass sich die Uniformierung der Volkswehr aufgrund der schwierigen wirtschaftlichen Situation, bis auf die nunmehr auf den Ärmeln angebrachten Dienstgradabzeichen, kaum von jener der k.u.k. Armee unterschieden.

### Zur Märzrevolution 1848
- Originaltext der Charte Waldeck vom 26. Juli 1848 (auf documentArchiv.de)

### Zur Deutschösterreichischen Volkswehr
- Eintrag zu Volkswehr im Austria-Forum (im AEIOU-Österreich-Lexikon)
- Die Wiener Volkswehr 1918–1920 und die Gründung der Republik, Essay von Karl Glaubauf im Austria-Forum
- Volkswehr im Wien Geschichte Wiki der Stadt Wien
- Die Einsätze der Volkswehr, detaillierter Artikel in Truppendienst (Fachzeitschrift des Bundesheeres)